# Tom De Mul
Tom De Mul (Kapellen, 4 marzo 1986) è un ex calciatore e procuratore sportivo belga.

## Carriera
Dopo aver iniziato a giocare in Belgio, a sedici anni viene acquistato dall'Ajax con cui fa il suo debutto in prima squadra in 25 gennaio 2004. Nel 2005 è ceduto in prestito per un anno al Vitesse Arnhem mentre nel 2007 firma un quadriennale con gli spagnoli del Siviglia.
Il 17 gennaio 2009 passa in prestito fino alla fine della stagione ai belgi del Genk. Nell'estate 2010 si trasferisce in prestito allo Standard Liegi. Finito il prestito nell'estate 2011 ritorna al Siviglia.
Con il Belgio conta 2 presenze ed è stato convocato per disputare i Giochi olimpici di Pechino 2008.

## Ritiro
Il 22 maggio 2014, dopo due anni trascorsi senza squadra, annuncia il suo ritiro a causa dei numerosi infortuni patiti in carriera e inizia la carriera da procuratore sportivo.

## Palmarès

### Club

#### Competizioni nazionali
- Campionato olandese: 1

Ajax: 2003-2004
- Supercoppa dei Paesi Bassi: 1

Ajax: 2006
- Coppa dei Paesi Bassi: 1

Ajax: 2006-2007
- Supercoppa di Spagna: 1

Siviglia: 2007
- Coppa del Belgio: 2

Genk: 2008-2009
Standard Liegi: 2010-2011

## Statistiche

### Cronologia presenze e reti in nazionale
| Cronologia completa delle presenze e delle reti in nazionale ― Belgio | Cronologia completa delle presenze e delle reti in nazionale ― Belgio | Cronologia completa delle presenze e delle reti in nazionale ― Belgio | Cronologia completa delle presenze e delle reti in nazionale ― Belgio | Cronologia completa delle presenze e delle reti in nazionale ― Belgio | Cronologia completa delle presenze e delle reti in nazionale ― Belgio | Cronologia completa delle presenze e delle reti in nazionale ― Belgio | Cronologia completa delle presenze e delle reti in nazionale ― Belgio |
| Data                                                                  | Città                                                                 | In casa                                                               | Risultato                                                             | Ospiti                                                                | Competizione                                                          | Reti                                                                  | Note                                                                  |
| --------------------------------------------------------------------- | --------------------------------------------------------------------- | --------------------------------------------------------------------- | --------------------------------------------------------------------- | --------------------------------------------------------------------- | --------------------------------------------------------------------- | --------------------------------------------------------------------- | --------------------------------------------------------------------- |
| 2-6-2007                                                              | Bruxelles                                                             | Belgio                                                                | 1 – 2                                                                 | Portogallo                                                            | Qual. Euro 2008                                                       | -                                                                     | 61’                                                                   |
| 6-6-2007                                                              | Helsinki                                                              | Finlandia                                                             | 2 – 0                                                                 | Belgio                                                                | Qual. Euro 2008                                                       | -                                                                     | 55’                                                                   |
| Totale                                                                |                                                                       | Presenze                                                              | 2                                                                     |                                                                       | Reti                                                                  | 0                                                                     |                                                                       |